# Сухі долини

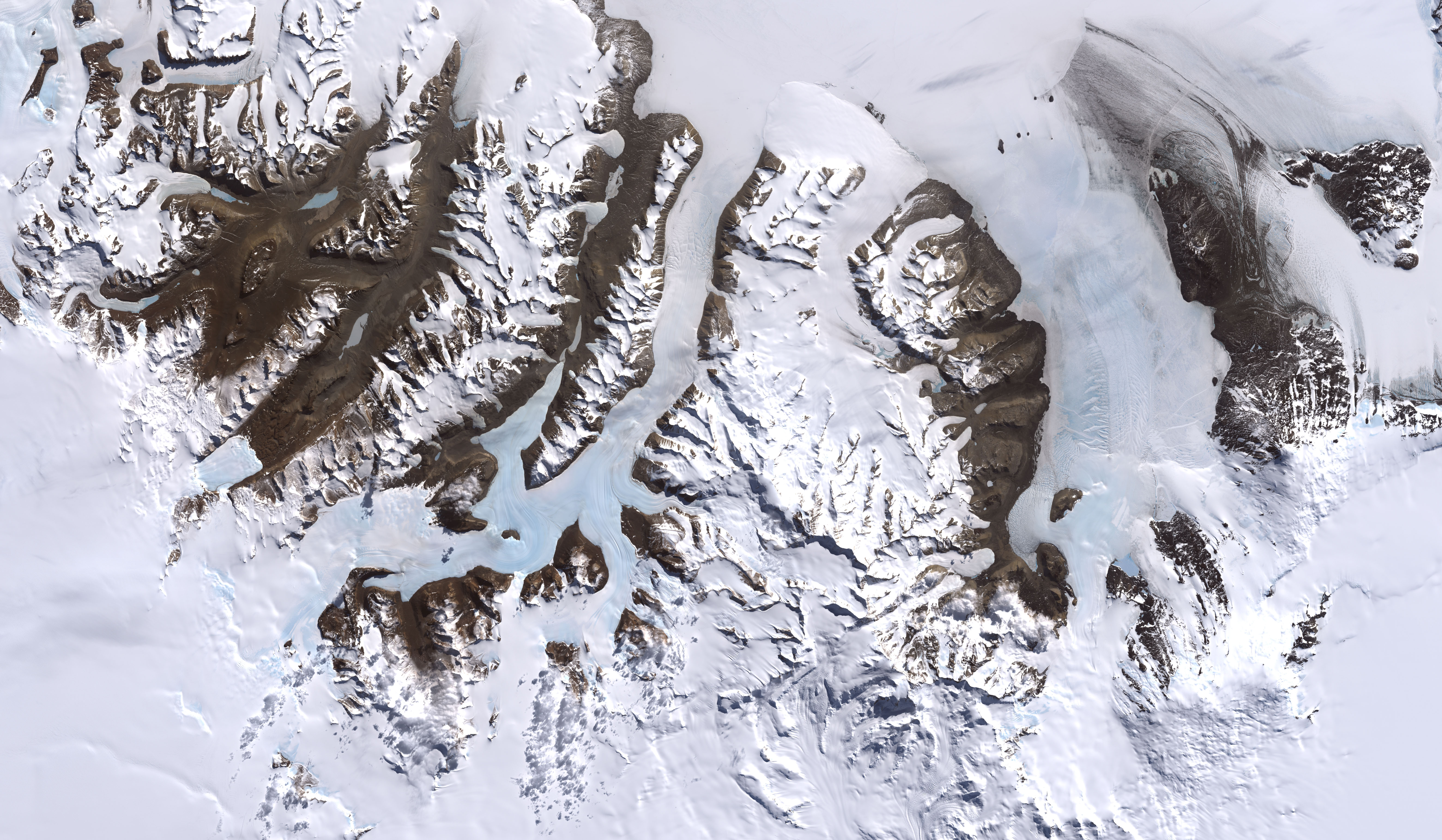
Сухі Долини з космосу, грудень 1999

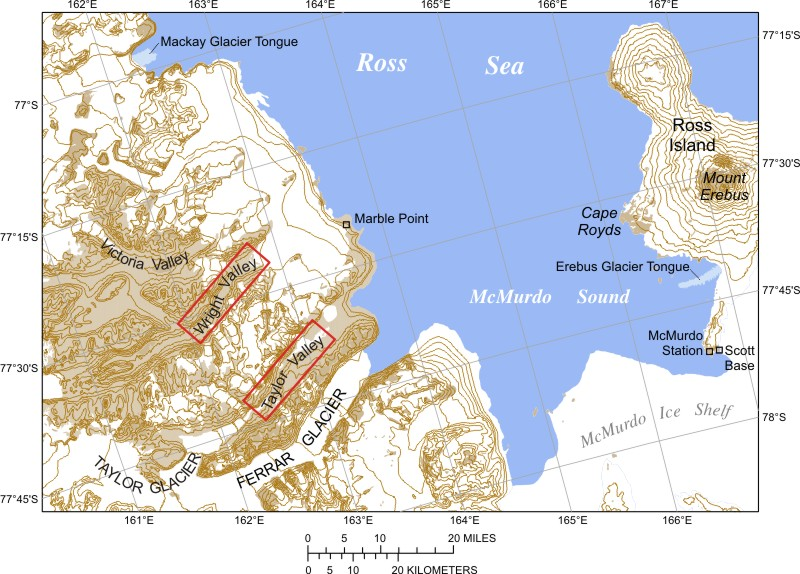
Карта протоки Мак-Мердо та прилеглих Сухих долин

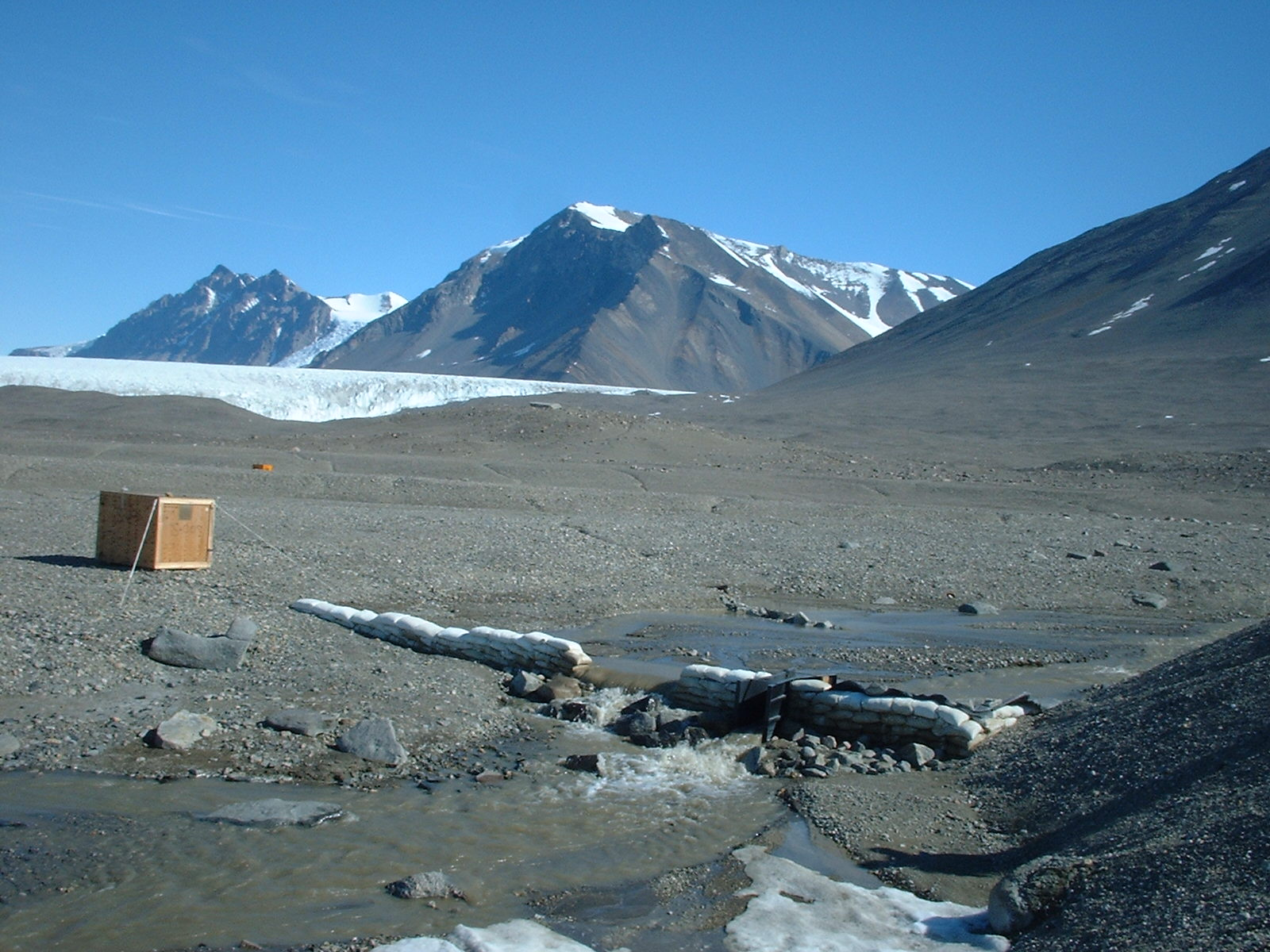
Потічок Хью-крік та краєвиди Сухої долини Тейлора

77°28′ пд. ш. 162°31′ сх. д. / 77.467° пд. ш. 162.517° сх. д.
Сухі́ Доли́ни (англ. Dry Valleys) — територія долин-оаз (три найбільші: Вікторії, Райта, Тейлора) Землі Вікторії в Антарктиді, на захід від затоки Мак-Мердо (англ. McMurdo Sound). 

## Загальний опис
Це найбільша (близько 8 тис. км²) не вкрита кригою область в Антарктиді, і найсухіше місце планети. В долинах є відоме власною надсолоною водою озеро Віда та найдовша річка материка — Онікс, а коло озера Бонні, покритого трьома-п'ятьма метрами криги знайдено заморожених морських котів[джерело?].
Катабатичні вітри, що сягають швидкості до 320 км/год (найбільша швидкість вітрів на Землі), викликають швидке випаровування будь-якої вологи. Завдяки цьому долини практично вільні від льоду й снігу протягом приблизно 8 млн років. Це дозволяє проводити геологічні та інші дослідження. Сухі долини — найсухіше місце на Землі. Деякі райони Сухих Долин не бачили дощу вже 2 млн років. Сухі долини настільки схожі до природних умов Марса, що космічне агентство США НАСА проводило там випробування космічних апаратів «Вікінг» та інших.
Згідно з Договором щодо Антарктиди, Сухі Долини віднесені до територій особливої охорони.

## Клімат
Річні атмосферні опади становлять менше 100 мм. Середня температура повітря −19.8 °C, влітку може становить 0 °C, взимку −45 °C. Відносна вологість менше 10%, вологість землі 1-2%. 

## Флора
У найвологіших місцях в скелях знайдені рослини-ендоліти. Але загалом біота долин набагато бідніша за прилеглі території, що вкриті снігом. Долини відомі надсолоними озерами, найсолонішим з яких є став Дон Хуан (англ. Don Juan Pond).
Науковці дослідили та ідентифікували через дослідження ДНК ряд лишайників, що виживають у цих екстремальних умовах. Вони належать до родин: Carbonea, Austrolecia, Lecanora, Lecidella, Huea, Rhizoplaca, Caloplaca, Umbilicaria, Polysporina, Acarospora, Sarcogyne, Lecidea, Buellia.
У Долині Тейлора розташована одна з природних пам'яток Антарктиди — Кривавий водоспад, який зобов'язаний власним кольором діяльності анаеробних бактерій, чий метаболізм заснований на переробці заліза й сірки.